# Haworthia angustifolia var. baylissii
'Haworthia angustifolia var. baylissii, és una varietat de Haworthia angustifolia del gènere Haworthia de la subfamília de les asfodelòidies.

## Descripció
Haworthia angustifolia var. baylissii és una petita planta suculenta perennifòlia que forma rosetes de fulles de color verd groguenc a verd fosc que es tornen de color porpra o marró a ple sol. Les rosetes creixen fins a 7,5 cm de diàmetre, formant-se fillols lentament per formar petits grups. Les fulles són erectes a recurvades, fins a 4 cm de llargada i fins a 0,5 cm d'amplada. Presenten nombroses taques blanquinoses longitudinals i dents marginals transparents espaiades de manera irregular. Aquesta varietat té fulles més àmplies que la forma normal de Haworthia asgustifolia. Les flors són de color blanc amb una vena central de color marró vermellós o groc verdós als tèpals i apareixen a la primavera en inflorescències esveltes, generalment no ramificades, de fins a 15 cm d'alçada.

## Distribució i hàbitat
Aquesta varietat creix a la província sud-africana del Cap Oriental, concretament restringida a una zona de les muntanyes Zuurberg, a uns 500 metres d'altitud.

## Taxonomia
Haworthia angustifolia var. baylissii va ser descrita per 
(C.L.Scott) M.B.Bayer i publicat a Haworthia Revisited: 27, a l'any 1999.
Etimologia
Haworthia: nom en honor del botànic britànic Adrian Hardy Haworth (1767-1833).
angustifolia: epítet llatí que significa "amb fulla estreta".
var. baylissii: epítet en honor del col·leccionista sud-africà de la Botanical Research Institute de Pretòria, Roy Douglas Abbot Bayliss (1909-1994).
Sinonímia
- Haworthia baylissii C.L.Scott, J. S. African Bot. 34: 1 (1968). (Basiònim/Sinònim substituït)
- Haworthia angustifolia f. baylissii (C.L.Scott) M.B.Bayer, New Haworthia Handb.: 26 (1982).
- Haworthia chloracantha subsp. baylissii (C.L.Scott) Halda, Acta Mus. Richnov., Sect. Nat. 4(2): 41 (1997).[6]